# Sägenebenprodukt

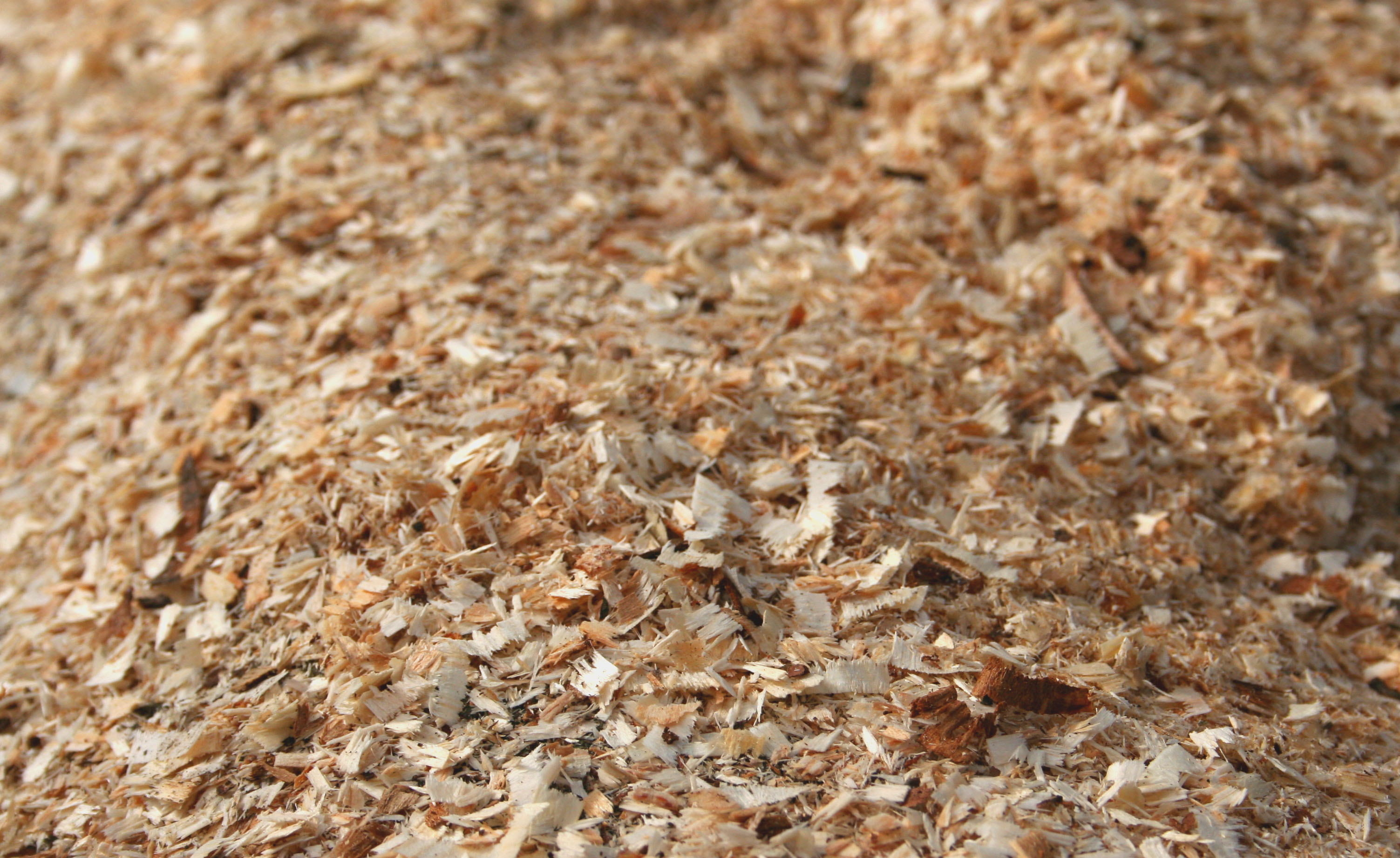
Hobelspäne

Als Sägenebenprodukte (SNP) werden in der holzverarbeitenden Industrie alle Holzreste bezeichnet, die beim Einschnitt und der Verarbeitung von Sägerundholz in Sägereien anfallen. Dabei handelt es sich vor allem um Sägemehl und Hobelspäne. Sie stellen einen wesentlichen Rohstoff für die Holzwerkstoffindustrie bei der Herstellung von Spanplatten und anderen Werkstoffen dar, zudem werden sie bei der Herstellung von Holzpellets und in der Papierherstellung als Rohmaterial verwendet.

## Anfall
Bei der Schnittholzproduktion liegt der Sägeholzanfall bei rund 60 % des Hauptprodukts Schnittholz. In Deutschland fällt mehr als die Hälfte der Sägenebenprodukte als Hackschnitzel an, gut ein Drittel besteht aus Hobelspänen und Sägemehl, der Rest sind Schwarten und Spreißel. Für Deutschland wird das jährliche Aufkommen von Sägenebenprodukten auf ca. 17,0 Mio. Festmeter geschätzt, in Österreich fielen im Jahr 2006 rund 9,3 Millionen Festmeter Sägenebenprodukte an.

## Verwendung

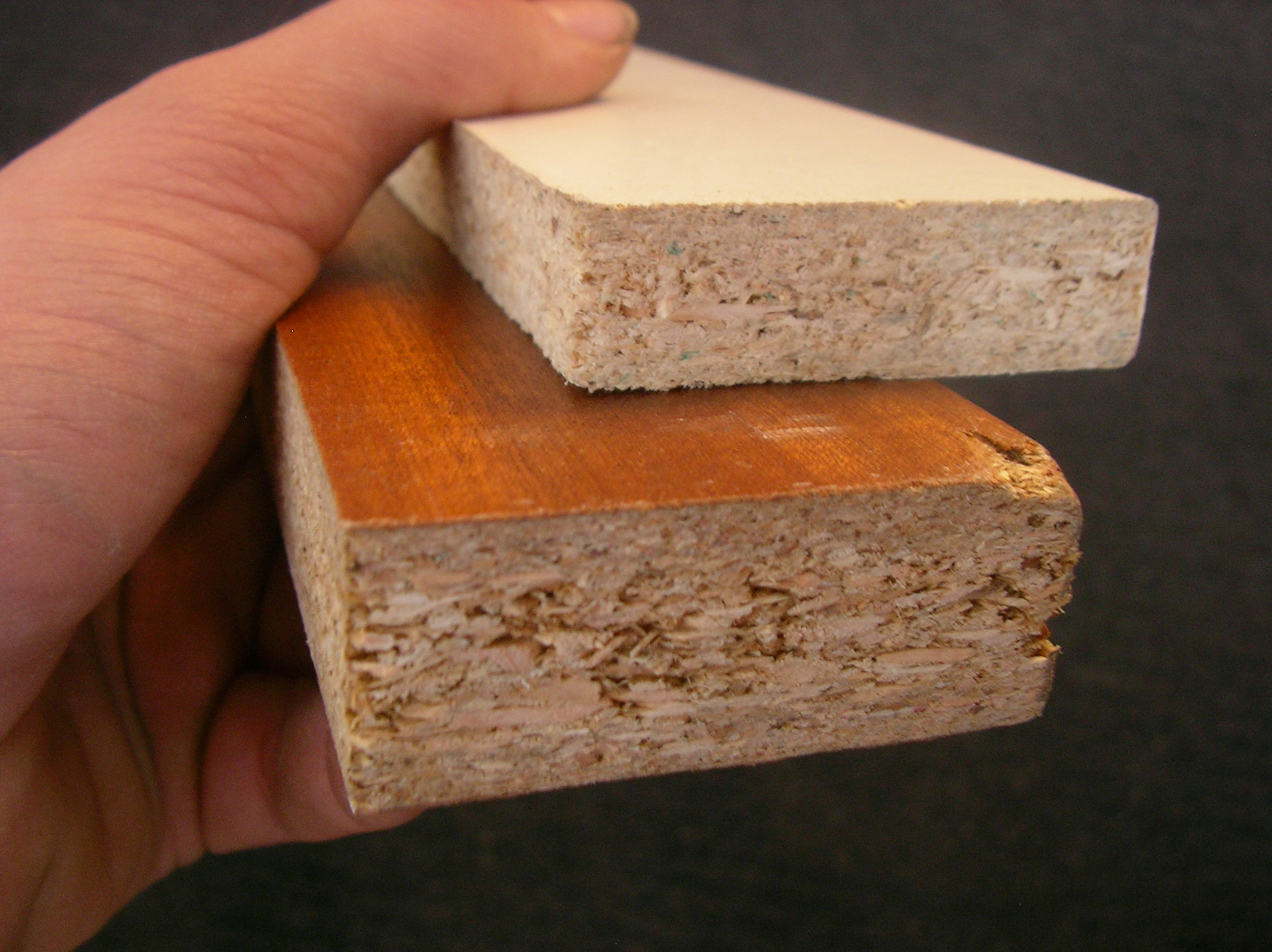
Holzwerkstoffe: Spanplatten

Die in Deutschland anfallenden Mengen an Sägenebenprodukten werden praktisch komplett genutzt. Der bedeutendste Abnehmer ist die Holzwerkstoffindustrie, die zunehmende Mengen benötigt. Sägenebenprodukte decken gut ein Drittel des Rohstoffbedarfs der Holzwerkstoffindustrie. Der Anteil der Sägenebenprodukte am Holz von Spanplatten liegt bei rund 50 %, bei der Mitteldichten Faserplatte (MDF) sind es 70 %. Die Holzschliff- und Zellstoffindustrie verarbeitet vergleichsweise geringe Mengen, der Bedarf der Energieerzeugung (Pelletproduktion und Hackschnitzelkraftwerke) nimmt seit einigen Jahren stark zu und erhöht damit die Nachfrage nach diesem Rohstoff. Da es sich um Koppelprodukte handelt, hängt das Angebot an Sägenebenprodukten vor allem von der Nachfrage nach Schnittholz ab. Eine Steigerung der Nachfrage nach Sägenebenprodukten, wie derzeit durch die vermehrte energetische Nutzung der Fall, kann zu einer Verknappung mit Preissteigerung führen, so dass anstelle von Sägenebenprodukte verstärkt andere Rohstoffquellen wie sonstige Industrieresthölzer oder Waldrestholz genutzt werden.